# Vanikoridae
Vanikoridae  Gray, 1840 è una famiglia di molluschi gasteropodi della sottoclasse Caenogastropoda.

## Descrizione
Le specie di questa famiglia hanno un guscio piccolo o medio, bianco, turbiniforme, ombelicato, con grande spirale finale. La scultura è assiale e spirale. Protoconca conica con 2-4 vortici. Piede con grandi pieghe epipodiali carnose. Opercolo paucispirale.
La radula è tenioglossa. Il dente marginale esterno è dotato di denticoli a pettine. Dente marginale interno con dentelli simili sul bordo esterno. Denti laterali con una cuspide maggiore all'angolo interno con 10-30 denticoli a pettine su ciascun lato. Dente centrale con cuspide maggiore e 3-10 denticoli a pettine su ciascun lato. Base semplice con supporti laterali, senza dentelli basali. La radula è corta e larga, la sua lunghezza è 3-6 volte la sua larghezza. I denti sono situati molto vicini l'uno all'altro.
Questi gasteropodi si trovano sia nelle acque tropicali che temperate. Le specie tropicali australiane sono moderatamente grandi, fino a circa 30 mm di altezza, ma le specie dell'Australia meridionale sono piccole o minuscole. Le specie tropicali vivono nella zona intertidale o nelle profondità della zona subtidale nascoste sotto rocce incastonate.

## Tassonomia

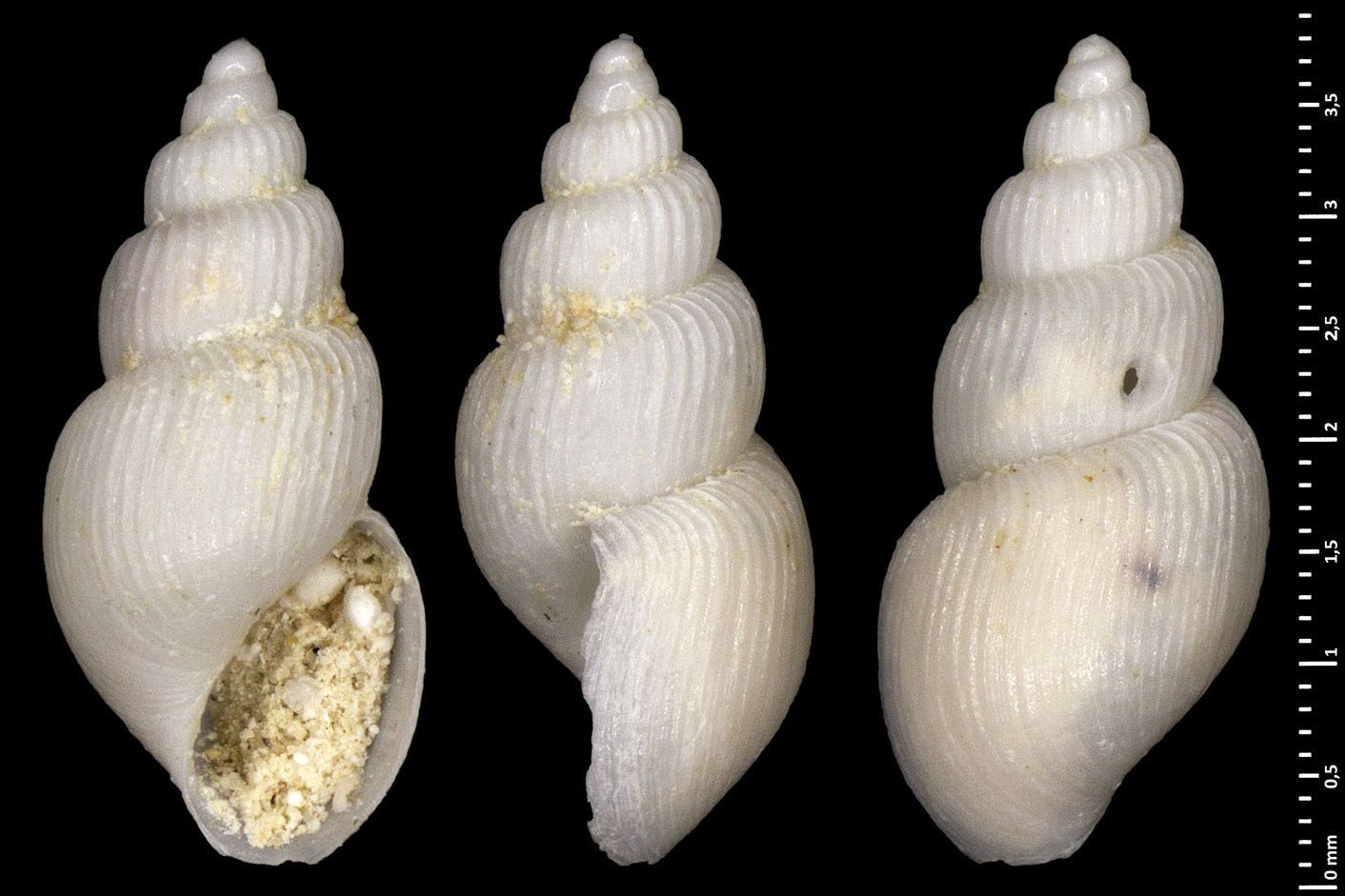
Cymenorytis fragilis

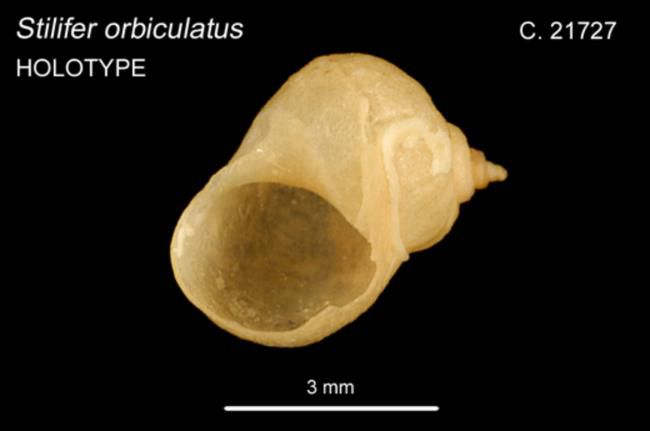
Fossarella orbiculata

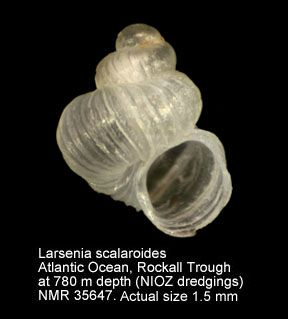
Larsenia scalaroides

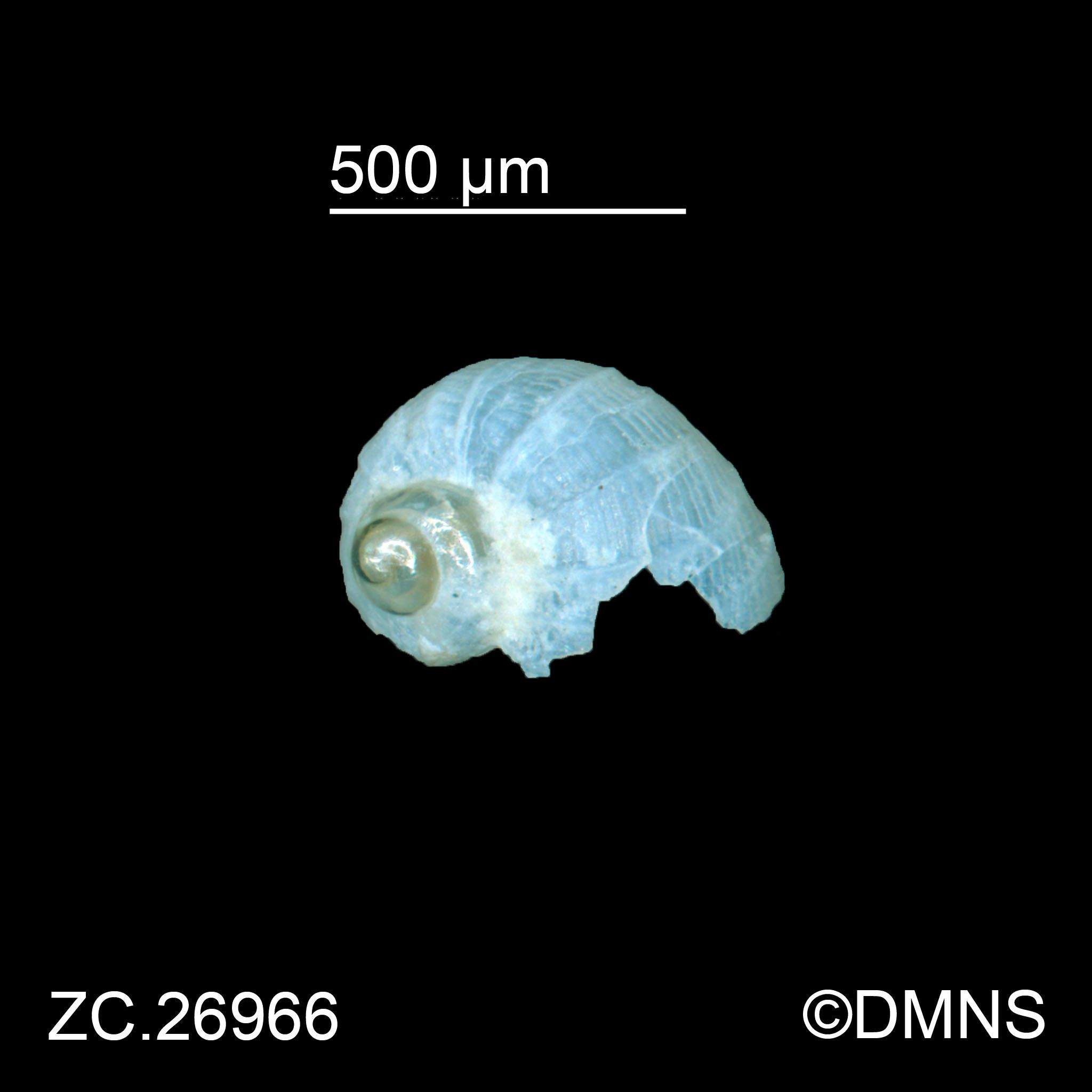
Macromphalina palmalitoris

La famiglia è poco conosciuta tassonomicamente. Non c'è stata alcuna revisione della famiglia da quella di E.A. Smith nel 1908. In uno studio parziale del 1988 Warén e Bouchet hanno esteso la famiglia a comprendere alcuni generi provenienti dalla famiglia Fossaridae e Rissoidae, e un nuovo genere denominato Talassia.
Secondo quanto riconosciuto dal WoRMS, la famiglia risulta composta da 21 generi di cui due fossili:
- Amamiconcha Habe, 1961
- Berthais Melvill, 1904
- Caledoniella Souverbie, 1869
- Constantia A. Adams, 1860
- † Cymenorytis  Cossmann, 1888
- Fossarella Thiele, 1925
- Japanonoba Habe & Ando, 1987
- † Kaawatina  Bartrum & Powell, 1928
- Larsenia Warén, 1989
- Macromphalina Cossmann, 1888
- Macromphalus S. V. Wood, 1842
- Megalomphalus Brusina, 1871
- Naricava Hedley, 1913
- Nilsia Finlay, 1926
- Radinista Finlay, 1926
- Stenotis A. Adams, 1863
- Talassia Warén & Bouchet, 1988
- Tropidorbis Iredale, 1936
- Tubiola A. Adams, 1863
- Vanikoro J.R.C. Quoy & J.P. Gaimard, 1832
- Zeradina Finlay, 1926

## Collegamenti esterni

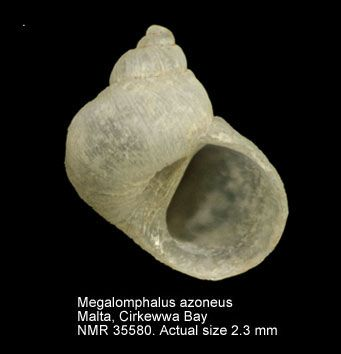
Megalomphalus azoneus